# Parafia św. Jadwigi Królowej w Lipnicy Wielkiej-Murowanicy
Parafia św. Jadwigi Królowej w Lipnicy Wielkiej-Murowanicy – rzymskokatolicka parafia terytorialnie i administracyjnie należąca do dekanatu Jabłonka archidiecezji Krakowskiej.